# Mystery shopping
Mystery shopping je kvalitativní metoda výzkumu trhu, která měří maloobchodní kvalitu služeb nebo kdy se získávají informace o produktech a službách vlastní či konkurenční firmy. Mystery shopper je výzkumník, fiktivní nakupující, který vystupuje jako normální zákazník. Jeho úkolem je nákup výrobku, kladení otázek, registrace stížností nebo hraní určité role. Získává zpětnou vazbu o svých zkušenostech.
Tato technika sběru dat eliminuje únik informací, na rozdíl od jiných výzkumných technik (např. dotazování, experiment). Záznamy se zpětnou vazbou vyplňuje výzkumník do dotazníku nebo může pořizovat audio a video nahrávky. Mystery shopping může být použit v každém odvětví. Nejčastěji se posuzují prodejny, kina, hotely, restaurace, zdravotnická zařízení apod. V oblasti hotelových služeb se používá i výraz mystery guest, například při ověřování klasifikace hotelu („hvězdičky“) některou z hotelových asociací.

## Metodologie
Při mystery shoppingu se zkoumá:
- počet zaměstnanců v prodejně
- jak dlouho trvá, než si fiktivního zákazníka někdo všimne
- jména zaměstnanců
- zda je pozdrav přátelský
- otázky kladené prodavačem pro nalezení vhodného produktu
- druhy předvedených výrobků
- prodejní argumenty používané prodavačem
- zda a jak se prodavač pokouší uzavřít prodej
- zda prodavač navrhuje prodej nějakého dodatečného produktu
- zda prodavač pozval zákazníka k opětovné návštěvě prodejny
- čistotu prodejny a příslušenství
- rychlost služby
- dodržování norem společnosti vztahující se ke službě, vzhledu prodejny a prezentace

Nakupujícímu jsou často dány pokyny k uskutečnění atypické transakce, aby se přesněji otestovaly znalosti a dovednosti zaměstnanců pro danou problematiku podle určitého scénáře. Ne všechny scénáře mystery shoppingu zahrnují pouze nákup. Můžeme posuzovat i například kvalitu služeb, rychlost dodávek a vyřízení reklamací.